# Louis Pijourlet
Louis Pijourlet (Allevard, 17 de octubre de 1995) es un deportista francés que compite en ciclismo en las modalidades de pista y ruta. Ganó una medalla de oro en el Campeonato Europeo de Ciclismo en Pista de 2017, en la prueba de persecución por equipos.

## Medallero internacional
| Campeonato Europeo | Campeonato Europeo | Campeonato Europeo | Campeonato Europeo      |
| Año                | Lugar              | Medalla            | Competición             |
| ------------------ | ------------------ | ------------------ | ----------------------- |
| 2017               | Berlín (Alemania)  | Medalla de oro     | Persecución por equipos |

## Palmarés

### Ruta
2018
- 1 etapa de la Vuelta a Marruecos[2]

### Pista
2017-2018
- Campeonato Europeo en Persecución por equipos (con Corentin Ermenault, Florian Maitre, Thomas Denis y Benjamin Thomas)

2018-2019
- Campeonato de Francia en Puntuación

2019-2020
- Campeonato de Francia en Puntuación
- Campeonato de Francia en Persecución por equipos (con Florian Maitre, Thomas Denis, Valentin Tabellion y Donavan Vincent Grondin)